# نيكولا كوستيسكي
نيكولا كوستيسكي مواليد 22 أغسطس 1992 في ستروغا، جمهورية مقدونيا، هو لاعب كرة يد مقدوني يلعب كجناح أيمن. مثل منتخب مقدونيا لكرة اليد.

## روابط خارجية
- نيكولا كوستيسكي على موقع الاتحاد الأوروبي لكرة اليد (الإنجليزية)